# Бронская (река)
Бронская — река в Большеглушицком районе Самарской области, правый приток Вязовки (бассейн Чапаевки).

## Описание
Длина реки 13,9 км. Протекает в границах сельского поселения Мокша.
Исток в 2,5 км к западу от посёлка Ледяйка, на возвышенности Средний Сырт. Общее направление течения — северо-северо-западное. Впадает в Вязовку по правому берегу в селе Мокша (единственный населённый пункт в бассейне).
Имеются пруды в верхнем (Новый), среднем (вдхр. Широкий Дол) и нижнем течении реки.